# Полонін Валерій Михайлович
Вале́рій Миха́йлович Полонін (нар. 13 березня 1940, місто Харків Харківської області) — український радянський компартійний діяч, 2-й секретар Івано-Франківського обкому КПУ.

## Біографія
Росіянин. Трудову діяльність розпочав налагоджувачем Харківського трактороскладального заводу. Працював інструктором районного комітету ЛКСМУ міста Харкова. Член КПРС.
Освіта вища. Закінчив Харківський державний університет. Під час навчання був заступником секретаря і секретарем комітету комсомолу Харківського державного університету. У 1973 році працював 1-м секретарем Дзержинського районного комітету ЛКСМУ міста Харкова.
У 1973—1976 р. — завідувач відділу пропаганди і агітації Дзержинського районного комітету КПУ міста Харкова.
З 1976 року — слухач Вищої партійної школи при ЦК КПУ. Після закінчення ВПШ при ЦК КПУ працював інструктором Харківського обласного комітету КПУ.
У 1980—1985 р. — завідувач загального відділу Івано-Франківського обласного комітету КПУ. У 1985—1988 р. — завідувач відділу організаційно-партійної роботи Івано-Франківського обласного комітету КПУ. У 1988 — листопаді 1990 р. — завідувач відділу організаційно-партійної і кадрової роботи Івано-Франківського обласного комітету КПУ.
3 листопада 1990 — серпень 1991 р. — 2-й секретар Івано-Франківського обласного комітету КПУ.
Потім — на пенсії у місті Харкові.

## Нагороди
- ордени
- медалі